# Vjekoslav Huzjak
Vjekoslav Huzjak (Jalžabet, 25. veljače 1960.) prelat je Katoličke Crkve i prvi biskup bjelovarsko-križevački. 

## Životopis
Rođen je 25. veljače 1960. u Jalžabetu kraj Varaždina.
Osnovnu školu pohađao je u Jalžabetu. Završio je klasičnu gimnaziju na Dječačkom sjemeništu u Zagrebu te diplomski studij teologije i filozofije na Katoličko-bogoslovnom fakultetu u Zagrebu. Svećenik je postao 1986. godine. Bio je kapelan u Mariji Bistrici šest godina te župnik u zagrebačkom naselju Savica-Šanci. Magistrirao je u Rimu 1996. godine. Obavlja funkciju glavnog tajnika Hrvatske biskupske konferencije od 1999. godine. Papa Ivan Pavao II. imenovao ga je monsinjorom 2002., a u prosincu iste godine postao je doktor teologije obranivši doktorsku disertaciju pod naslovom "Teološko-duhovna vizija kulture u naučavanju pape Ivana Pavla II. s obzirom na kršćanski Istok" na Fakultetu istočnih crkvenih znanosti Papinskoga orijentalnog instituta u Rimu.
Papa Benedikt XVI. imenovao ga je prvim biskupom Bjelovarsko-križevačke biskupije 5. prosinca 2009.
Ustoličen je i zaređen za biskupa u Bjelovaru 20. ožujka 2010. na svečanom euharistijskom slavlju na Trgu Eugena Kvaternika ispred katedrale sv. Terezije Avilske. Glavni zareditelj bio je kardinal Josip Bozanić, nadbiskup i metropolit zagrebački, uz suzareditelje msgr. Marija Roberto Cassarija, apostolskog nuncija u Hrvatskoj i msgr. Josipa Mrzljaka, biskupa varaždinskoga.
Biskupsko geslo msgr. Huzjaka glasi Amare Deum et proximum - Ljubiti Boga i bližnjega.
Predvodio je svečano euharistijsko slavlje na stadionu NK Bjelovar, u zajedništvu sa svim hrvatskim biskupima i apostolskim nuncijem u Hrvatskoj na 11. nacionalnom Susret hrvatske katoličke mladeži u Bjelovaru 17. rujna 2022., koji je okupio je 7000 sudionika. 